# Sachír

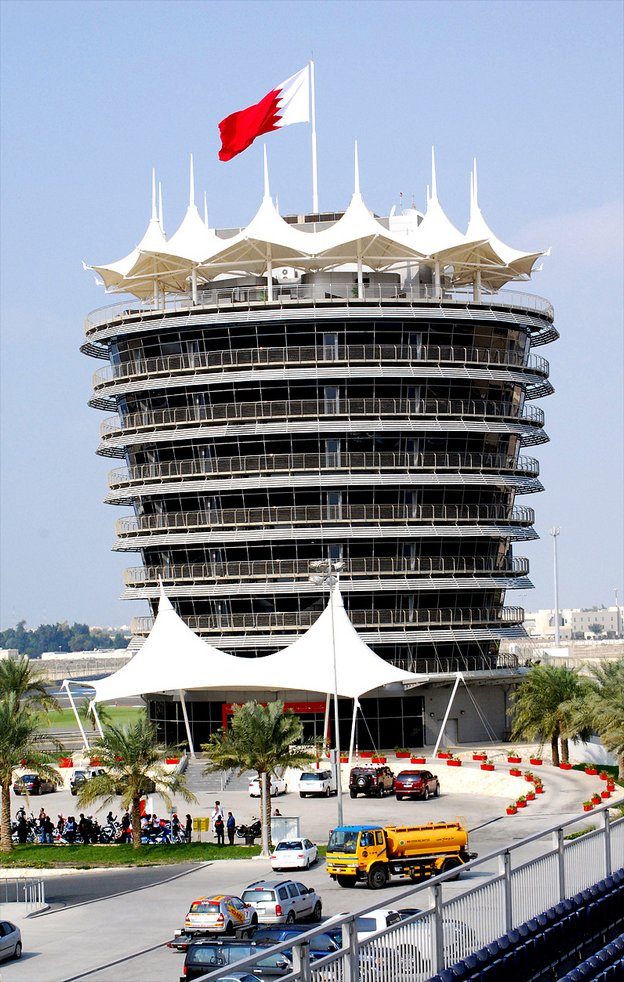
VIP věž na Bahrajnském mezinárodním okruhu v Sachíru

Sachír (arabsky: الصخير, romanizovaně: Aṣ-Ṣaḫīr) je pouštní oblast a sídlo, nacházející se v Jižním governorátu v Bahrajnu, nedaleko Zallaku. Od počátku 21. století oblast zaznamenala mnoho změn.

## Architektura
- Palác Ál-Sachír, bývalé sídlo emíra, po té šejka, byl postaven snad již v roce 1870, podle jiných zdrojů až 1901.
- Hlavní z tří kampusů Bahrajnské univerzity, byl založen roku 1986; další jsou ve městech Madinat Isa a Salmaniya.

## Příroda

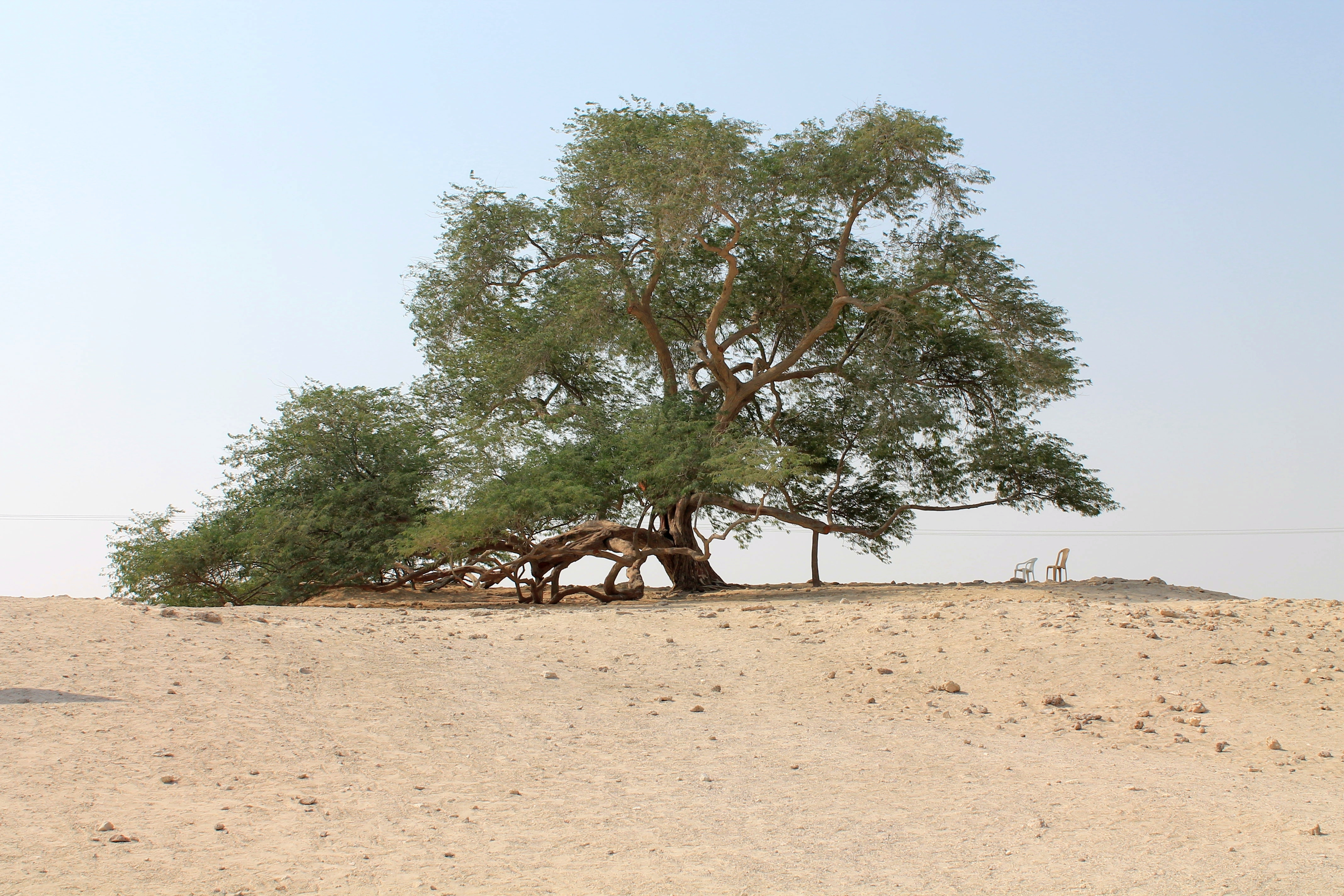
Strom života

- Přírodní park Al Areen, jediná pevninská přírodní rezervace a zoologická zahrada státu.
- Velbloudí farma
- Šadšarat-al-haya, tzv. Strom života je asi 400 let starý strom Prosopis cineraria z čeledi mimosoideae, rostoucí v poušti asi 2 km od sídla.

## Turistika a sport
- Kempování v Sachíru během zimních měsíců je v zemi oblíbenou aktivitou.
- Bahrajnský mezinárodní okruh, na němž se jelo Grand Prix Bahrajnu Formule 1). Během sezóny Formule 1 2020 trať hostila Grand Prix Sachíru, s použitím alternativního uspořádání trati.

Poblíž Bahrajnského mezinárodního okruhu má showroom americký výrobce cyklistických a motoristických helem Bell Sports.
- Bahrajnská mezinárodní letecká přehlídka se koná dvakrát ročně na vojenském letišti.